# 윌리엄 베이트슨

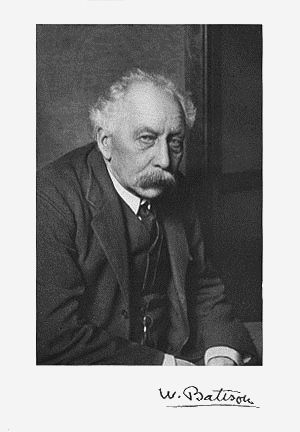

윌리엄 베이트슨(William Bateson ; 1861년 ~ 1926년)은 영국의 동물학자 및 유전학자이다. 미국의 존스 홉킨스 대학에서 공부를 하여 진화론을 연구하였다. 1886년 중앙 아프리카 서부의 함수호(물이 짠 호수)에서 사는 동물들을 관찰하여 후에 《변이 연구 자료》를 발표하였는데, 이는 다윈의 학설을 비판한 것이었다. 1900년에 연구를 계속하여 《멘델의 유전 법칙과 그 변호》라는 논문에서 멘델의 법칙을 다시 확인하였다. 저서로는 《유전의 문제》 등이 있다.